# Áchna (reservoar)
Áchna är en reservoar i Cypern. Den ligger i distriktet Eparchía Ammochóstou, i den östra delen av landet. Áchna ligger 31 meter över havet. Trakten runt Áchna består till största delen av jordbruksmark.